# Triciclo

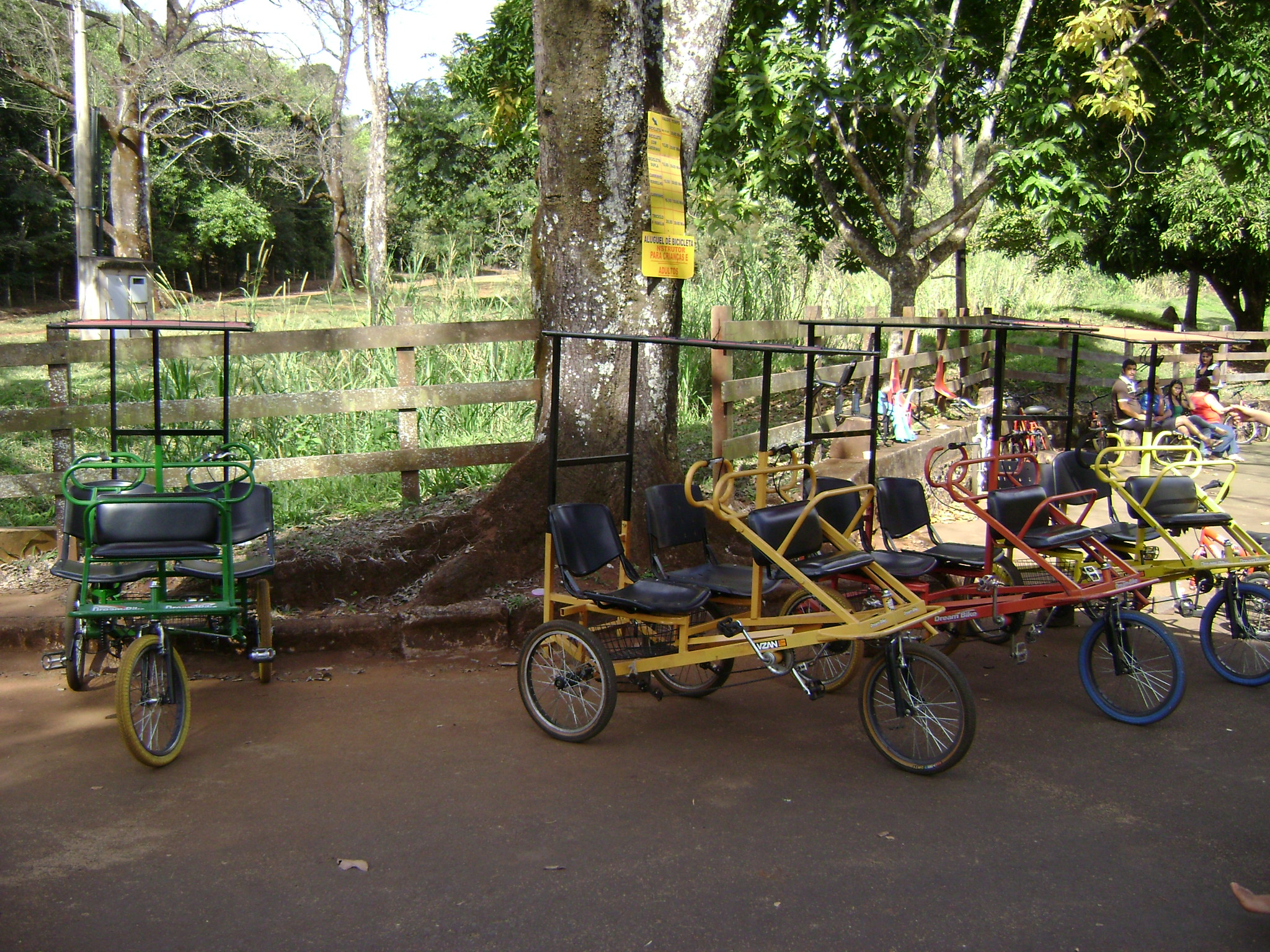
Triciclos em Araxá, Brasil

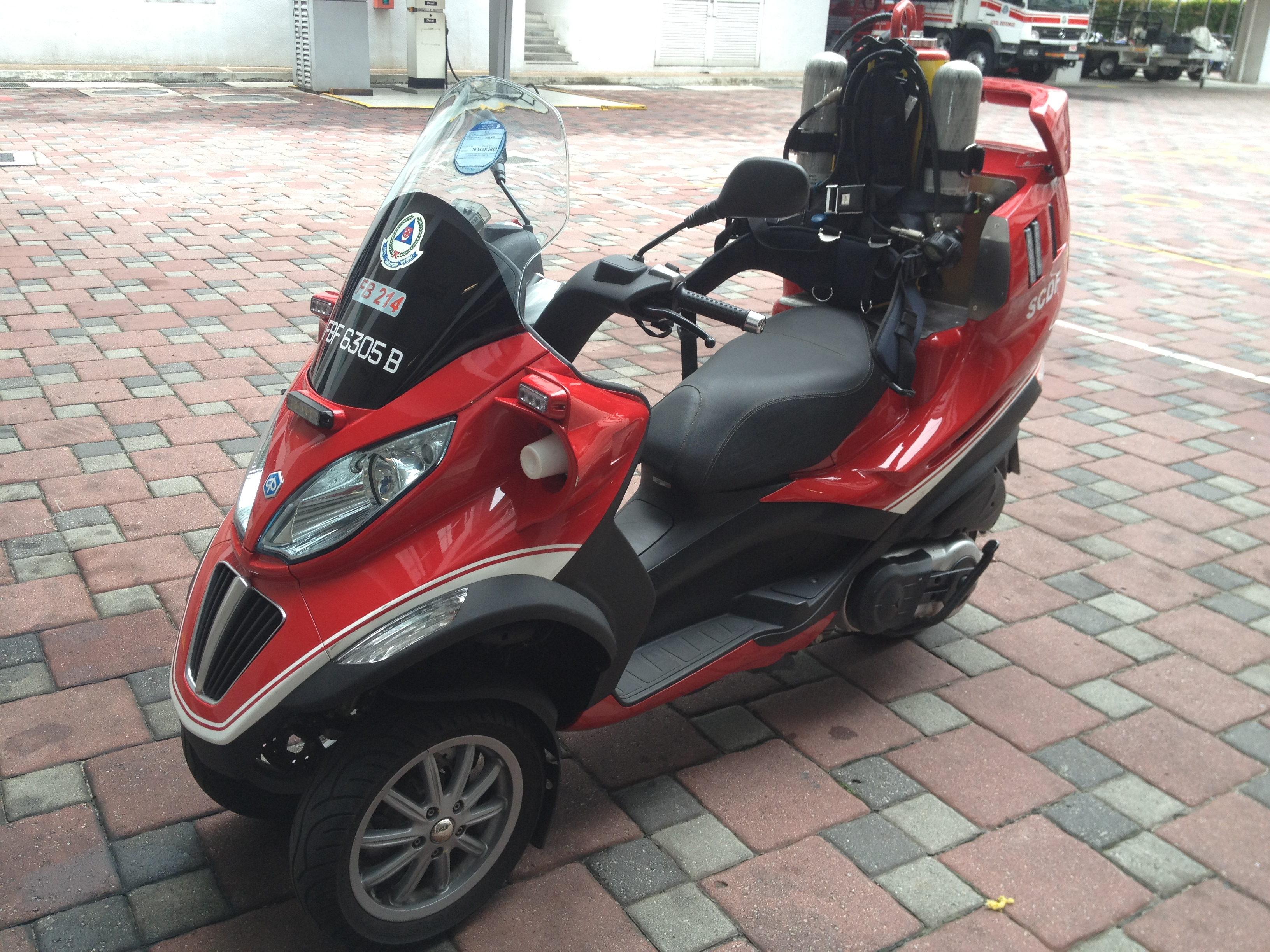

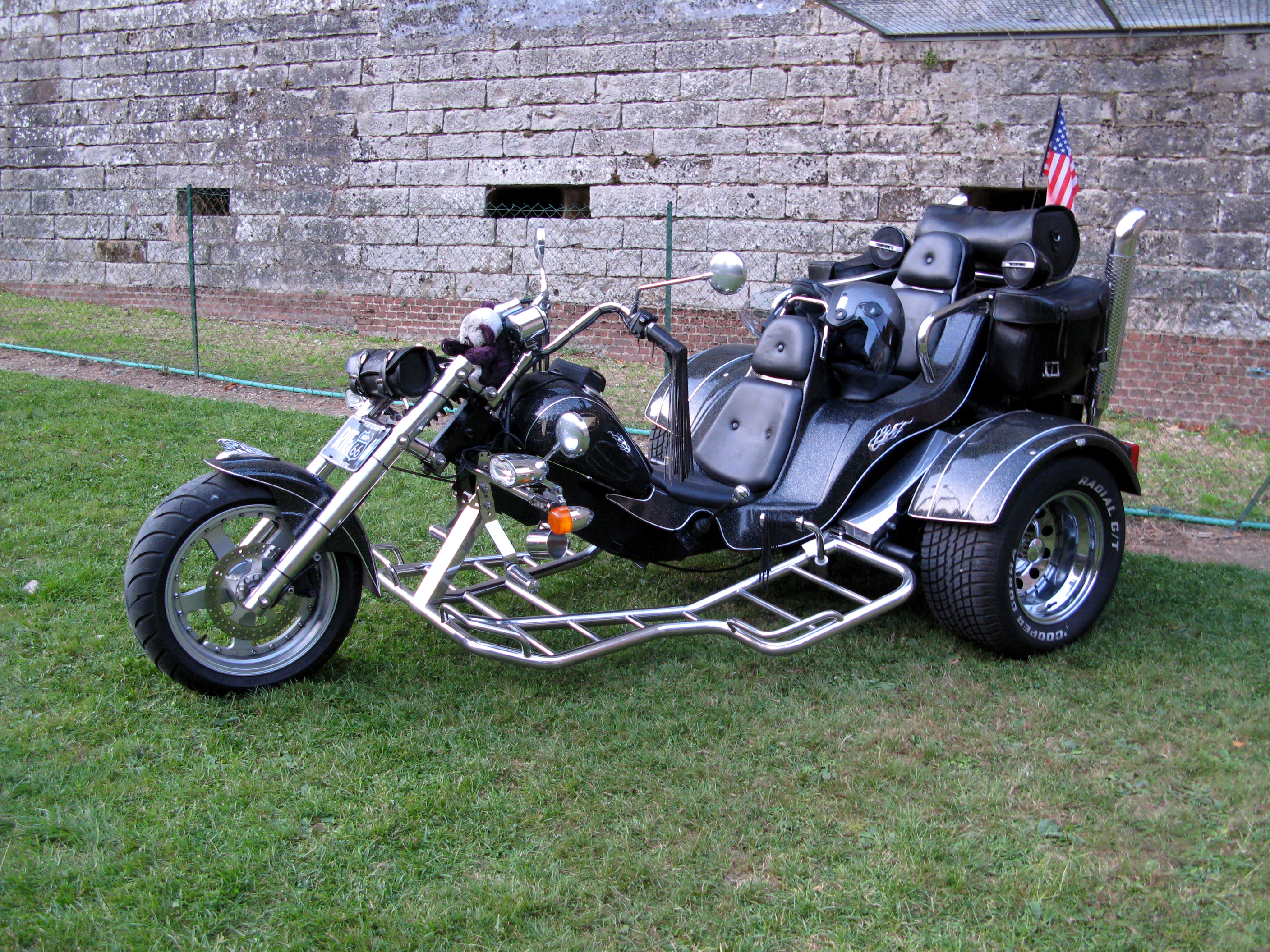
utilizado geralmente por frequentadores de motoclubes

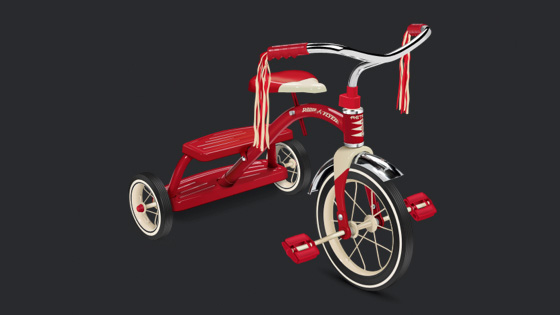
Triciclo infantil

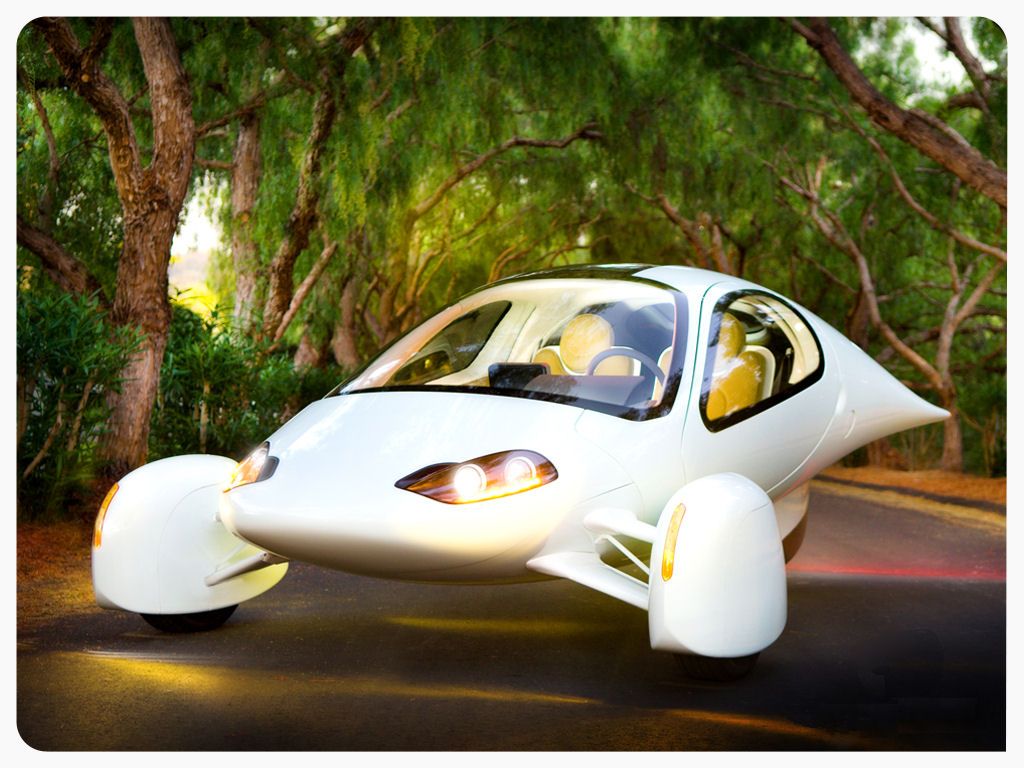
Protótipo em formato delta Aptera 2

Um triciclo é um veículo de três rodas. Pode ser motorizado (com duas rodas na frente ou duas atrás, com ou sem cabine) ou por tração humana (como bicicleta de três rodas, ou infantil).

## Desenhos
Triciclos geralmente são de um dos três tipos seguintes:
- vertical — lembra um veículo de duas rodas (quadro diamante) mas com duas rodas na parte traseira e o condutor montado no quadro. A direção é feita através de um guidão conectado diretamente à roda da frente, como em uma bicicleta.
- delta — é similar a um vertical, com duas rodas atrás e uma na frente, mas com formato reclinado. Em seu formato comum, uma ou as duas rodas traseiras podem ser tracionadas, enquanto a dianteira é utilizada para controlar a direção do veículo. A direção pode ser feita por um sistema articulado, com alavancas de direção debaixo do assento, ou diretamente na roda dianteira com um guidão;
- reverso (girino) — um formato reclinado com duas rodas guiáveis na frente e uma tracionada atrás.  Por causa do risco de tombar o veículo em movimento, raramente as rodas dianteiras podem ser tracionadas enquanto a traseira é guiada. A direção pode ser através de um sistema articulado e uma haste fixada ao eixo, ou com duas alavancas de direção, cada uma conectada a um tubo de direção (geralmente através de um movimento de direção de bicicleta, com as alavancas agindo como suportes de guidão) e uma haste de fixação entre as abraçadeiras do eixo.

Nem todos os triciclos se enquadram em uma dessas três classes. Alguns triciclos antigos a pedal, por exemplo, utilizavam duas rodas alinhadas de um lado e uma roda maior guiável do outro. Outro formato é um veículo com três rodas alinhadas, com duas rodas guiáveis: uma na frente e outra no meio ou atrás. Não é incomum para triciclos ter rodas traseiras e dianteiras de tamanhos diferentes.  Outro formato, ainda, criado por Scott Thomas Post, chamava atenção pelo fato de todas as três rodas serem de tamanhos diferentes.  A troca de marchas daria ou tiraria força a cada roda, resultando em diferentes relações de esforço.

## Utilização
Os adultos podem achar os triciclos verticais difíceis de pedalar por causa da familiaridade com o contraesterço necessário para equilibrar a bicicleta. A variação na inclinação da estrada é a principal dificuldade a ser superada após o domínio das técnicas básicas no manuseio de triciclos. Os triciclos reclinados são menos afetados pela inclinação e, dependendo da largura da estrada e a posição do ciclista, são capazes de fazer curvas muito rápidas.  Alguns triciclos são projetados para se inclinarem nas curvas tanto quanto uma bicicleta, e isso também os tornam mais confortáveis em estradas inclinadas. São chamados de triciclos articulados.